# Groupe indépendant d’études ésotériques
De Groupe indépendant d’études ésotériques werd in november 1889, opgericht door Papus (Gérard Encausse) en Lucien Chamuel.
De doelstellingen waren:
1. De studie, geheel onpartijdig en buiten elke kerkelijke en academische instellingen, van alle sociale, wetenschappelijke en artistieke gegevens, verborgen in het symbolisme van alle culturen en tradities.
2. De wetenschappelijke studie, door observatie en experimenten, van alle onbekende krachten van de natuur en van de mens (fenomenen van spiritistische aard, occultisme, hypnose, magie).
3. Het verzamelen en samenbrengen van alle gangbare informatie, berichten en gegevens. Dit met het oog op de strijd tegen niet-waarheidsgetrouwe stellingen van het materialisme en het atheïsme.

De Groupe indépendant d’études ésotériques werd opgericht in een klein kantoortje. In 1892 bezat de Groupe het pand, gelegen Rue de Trèvise 29 te Parijs. In dit gebouw bevonden zich een uitgeverij met boekhandel, een bibliotheek, La Librairie du Merveilleux, een leeszaal en een vergaderzaal. De specialiteit van de boekhandel was de verkoop van spiritualistische werken.
De Groupe kende een enorm succes. Eind 1892 bestonden er 96 afdelingen, zowel in Frankrijk als in het buitenland.
In de afdeling in Parijs waren diverse besloten studiegroepen actief. In elk van deze studiegroepen werd een apart onderwerp behandeld. De verslagen en resultaten over de bevindingen en besluiten, werden gepubliceerd in Le Voile d'Isis, het weekblad van de Groupe. Dit tijdschrift stond onder de verantwoordelijkheid van Julien Lejay, hoofdredacteur en Lucien Chamuel, redactiesecretaris.
Naast Le Voile d'Isis bezat de Groupe nog enkele andere bladen:
- L'Initiation, een maandblad waarvan Papus directeur was. De hoofdredacteur, George Montière werd geassisteerd door Charles Barlet en Julien Lejay.
- Psyché, een maandblad over kunst en literatuur. Victor-Emile Michelet, de hoofdredacteur werd geholpen door Augustin Chaboseau, redactiesecretaris.
- The Light of Paris, een weekblad waarvan Mlle A. De Wolska directrice was.

Een aantal filosofische studieverenigingen sloten zich bij de Groupe aan. Zij behielden echter elk hun eigen onafhankelijkheid. Enkele van deze aangesloten verenigingen waren: La Société de Psychologie scientifique uit München, La Fraternité occulte, de Hermetic Brotherhood of Luxor, L'Ordre Kabbalistique de la Rose-Croix, onder leiding van Stanislas de Guaita, le Suprême Conseil de l'Ordre Martiniste, de Bibliothèque Internationale des Œuvres des Femmes.
La Librairie du Merveilleux, de boekhandel en de conferentiezalen werden een ontmoetingsplaats voor iedereen: geïnteresseerden in het hermetisme, schrijvers, dichters, dokters, artiesten en vele anderen.
Deze groep veranderde na een aantal jaar van naam in École Hermétique (verwijzend naar hermetisme), hoewel aan het einde van de 20e eeuw weer documenten worden geschreven onder de hoofding Groupe indépendant d’études ésotériques.
Bij zijn reizen in het buitenland stichtte Papus buitenlandse afdelingen van zijn vereniging. In België ontstonden rond 1900 drie afdelingen:
- Kumris in Brussel
- VISCUM in Antwerpen
- POLLUX in Luik

Op een bepaald moment werd zijn Groupe indépendant d’études ésotériques door de Rooms-Katholieke Kerk op de Index gezet.